# Irma Sluis

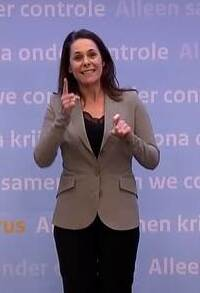
Irma Sluis (2020)

Irma Petronella Suzanna Sluis (* 1971 in Den Haag) ist eine niederländische Gebärdendolmetscherin. Seit 2005 arbeitet sie für die niederländische Rundfunkgesellschaft NOS. Am 12. März 2020 trat Sluis während der COVID-19-Pandemie als erste Gebärdensprachdolmetscherin bei einer Pressekonferenz der niederländischen Regierung auf und wurde in den folgenden Monaten landesweit populär.

## Beruflicher Werdegang
Irma Sluis hat keine nahen Verwandten, die gehörlos sind, daher ist die Gebärdensprache nicht ihre Muttersprache. Sie erlernte die Sprache am Institute for Signs, Language & Deaf Studies in Utrecht, wo sie 1997 zu den ersten Studenten gehörte. 2001 machte sie ihren Bachelor und schloss 2011 ihr Studium an der Heriot-Watt University in Edinburgh mit dem Master ab. Sie dolmetscht zwischen Niederländisch, Englisch, niederländischer Gebärdensprache (NGT) und Gestuno.
Im Jahr 2001 begann Sluis als Dolmetscherin zu arbeiten und ist seit 2005 für die niederländische Rundfunkanstalt NOS tätig. Unter anderem ist sie seit vielen Jahren morgens in der Nachrichtensendung auf NPO 2 zu sehen. Sluis bekam Erfahrung als Dolmetscherin in den Niederlanden und international bei Konferenzen, in der akademischen und höheren Bildung sowie bei weiteren Fernsehübertragungen. Auch publizierte sie zum Thema Gebärdensprache. Sie leitet eine eigene Schule, wo sie etwa auch von Pferden unterstützte Kurse (Equine assisted coaching) anbietet. Im Jahr 2019 spielte sie eine Rolle in einer Folge der Jugendsendung Het Klokhuis, in der sie in einem Wildwest-Sketch für einen Cowboy dolmetscht, der kurz vor seiner Erhängung noch ein paar letzte Worte sagen darf. Ab November 2021 präsentierte Sluis die Sendung Hands Up auf KRO-NCRV, eine TV-Spiele-Sendung, bei der gehörlose und hörende Menschen als Teams teilnahmen.
Während der COVID-19-Pandemie im Jahr 2020 wurde Sluis als Gebärdendolmetscherin durch ihre Beteiligung an den zahlreichen Pressekonferenzen mit Ministerpräsident Mark Rutte und Gesundheitsminister Hugo de Jonge landesweit bekannt. Rutte und sein Kabinett erhielten viel Lob für ihre Mitwirkung bei den Pressekonferenzen, da dies die niederländische Gesellschaft für die Belange von Gehörlosen sensibilisiert habe. Lediglich Thierry Baudet, Gründer der rechtsextremen Partei Forum voor Democratie, kritisierte die TV-Auftritte von Sluis mit den Ministern scharf und nannte sie „unsinnig“: Die Regierung würde dies nur tun, „um sich wichtig zu machen“.

## Popularität von Irma Sluis
Außerhalb ihrer beruflichen Tätigkeit ist Irma Sluis medienscheu und sagte in einem ihrer seltenen Interviews, dass sie nicht glücklich über ihre neugewonnene Berühmtheit sei: „Es war reiner Zufall, dass ich zu den Pressekonferenzen eingeladen wurde, weil ich in Den Haag wohne.“ Besonders während der Corona-Pandemie erhielt Sluis großen Zuspruch vom Fernsehpublikum. Viele nicht-gehörlose Zuschauer empfanden ihre Gebärde für „Hamstern“ als belustigend. Die „Würgegeste“, die sie für den Satz „wenn man es zu Hause nicht aushält“ machte, ging ebenfalls viral. In den Medien erhielt sie Beinamen wie „(Gebärden-)Dolmetscherin des Vaterlandes“ und „Leuchtturm in der Krise“.
Durch die häufigen Einsätze von Sluis im Fernsehen während der Pandemie im Jahr 2020 bekamen Schulen für Gebärdensprache in den Niederlanden starken Zulauf, „Irma Sluis Effect“ genannt, der allerdings nach einigen Jahren nachließ.
Im Juli 2020 wurde die Öffentlichkeit von der Gemeinde Velsen aufgerufen, Namen für die auf ihrem Gebiet im Bau befindliche neue Schleuse bei IJmuiden, der größten Seeschleuse der Welt, einzureichen; es gab über 5000 Einsendungen. Der Name „De Irma Sluis“ (Sluis = Schleuse) war der Favorit für die Namensgebung, auch mit der Begründung, Irma Sluis stelle ebenso wie die Schleuse eine „Verbindung“ dar. Eine Jury aus Anwohnern bestimmte die fünf besten Vorschläge, aus denen die Gemeinde schließlich den Namen Zeesluis IJmuiden wählte. Große Infrastrukturbauten könnten, so die Begründung, nur nach Personen benannt werden, die über zehn Jahre tot sind.